# Putter

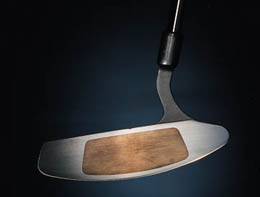
Il loft di un putter.

Il putter è un bastone che si usa nel gioco del golf. L'uso di questo bastone su un campo da golf si limita al green. 

## Caratteristiche
Il putter è dotato di una canna (o shaft) abbastanza corta rispetto agli altri bastoni, e viene usato per mettere la pallina in buca. La testa del bastone è molto pesante, in modo che si possa facilmente colpire la palla nel punto giusto (e cioè al centro) e con la forza desiderata. La zona di impatto (faccia della testa) è inclinata solo di pochi gradi (angolo di impatto o loft) diversamente agli altri bastoni che hanno un angolo di impatto più ampio. Questo perché la pallina sul green non deve alzarsi, ma solo rotolare verso la buca.
Esistono vari tipi di putter di diverse dimensioni: 
- Il Blade putter con la testa a lama (foto)
- Il Mallet putter dotato di una testa a forma di semicerchio per facilitare il controllo della palla per i golfisti meno esperti.
- I putter di nuova concezione, ovvero i cosiddetti Two balls, sono dotati di una testa (la parte finale) molto ampia e piatta, su cui di norma vengono disegnate 2 palle da golf (da cui il nome).